# El Principi d'Arquimedes
|  | Aquest article tracta sobre l'obra teatral. Vegeu-ne altres significats a «Arquimedes (desambiguació)». |

El Principi d'Arquimedes és una text teatral escrit per Josep Maria Miró Coromina. Amb direcció del mateix autor es va estrenar a la Sala Beckett, el 3 de juliol de 2012, en el marc del Festival Grec. L'èxit de crítica i públic en motiva la reestrena el 2013 a la Sala Villarroel de Barcelona on s'hi està quatre setmanes per després girar per Catalunya. L'octubre de 2014 arriba en versió castellana al Teatro de La Abadía de Madrid.
L'obra va gaudir d'un ampli recorregut internacional amb diferents muntatges a països com Alemanya, Argentina, Grècia, Mèxic, Puerto Rico, Regne Unit, Rússia o Italià. També se'n va fer una lectura dramatitzada a la Comédie-Française.
L'any 2015, Ventura Pons en va dirigir la versió cinematogràfica amb el títol de El virus de la por.

## Argument
Ha arribat el dia que els "Cavallets de mar", el grup infantil de natació, comencin a nedar sense bombolla. Aquest moment crucial per als més petits de la piscina és el desencadenant perquè surtin a la superfície sospites, dubtes i temors. L'Anna, la directora del club de natació, demana explicacions a en Jordi, l'entrenador dels Cavallets, després que alguns pares s'hagin queixat de com el noi ha gestionat la negativa a llançar-se a l'aigua d'un dels nens, que no vol fer-ho perquè està espantat. En Jordi assegura que ha actuat amb tacte i que no l'ha renyat ni espantat. El problema, però, és un altre: els pares veuen amb inquietud i preocupació que, per tranquil·litzar-lo, l'hagi abraçat i li hagi fet un petó.
El Principi d'Arquimedes és una obra que obre interrogants sobre les pors contemporànies, les relacions humanes, els prejudicis i la confiança.

## Repartiment
| Personatge | Intèrprets     |
| ---------- | -------------- |
| Hèctor     | Albert Ausellé |
| Anna       | Roser Batalla  |
| Jordi      | Rubèn de Eguia |
| David      | Santi Ricart   |